# Oliviers
Pour les articles homonymes, voir Olivier (homonymie).
Les oliviers sont un sujet récurrent chez le peintre Vincent van Gogh. Il a réalisé au moins quinze peintures d'oliviers à Saint-Rémy-de-Provence en 1889. À sa propre requête, il a vécu dans un asile de mai 1889 jusqu'en mai 1890, peignant les jardins de l'asile, puis quand il a eu la permission de sortir, les oliviers.

## Les oliviers comme sujet
Peindre la campagne, les champs alentour, les cyprès et les oliviers, permet à Van Gogh de se connecter à la nature à travers l'art. Il réalise pas moins de quinze peintures en 1889.
Les peintures d'oliviers ont une signification spéciale pour Van Gogh. Celles peintes en mai 1889 représentent la vie, la divinité et le cycle de la vie, tandis que celles peintes en novembre 1889 tentent de symboliser ses sentiments au sujet du Christ à Gethsémani. Ses peintures de cueilleurs d'olives illustrent la relation entre l'homme et la nature en montrant un des cycles de la vie, vie ou mort. C'est aussi un exemple montrant comment les individus, au travers de leur interaction avec la nature, peuvent se connecter avec la divinité.[réf. nécessaire]
La peinture Oliviers avec les Alpilles à l'arrière-plan est un complément à La Nuit étoilée.